# 기타야마역 (미야기현)
기타야마역(일본어: 北山駅)은 일본 미야기현 센다이시 아오바구에 위치한 동일본 여객철도 센잔 선의 철도역이다. 단선 승강장 1면 1선의 구조를 갖춘 지상역이다.

## 이용 현황
| 승차 인원 추이 | 승차 인원 추이 |
| 연도           | 1일 평균       |
| -------------- | -------------- |
| 1999           | 2,097          |
| 2000           | 2,201          |
| 2001           | 2,251          |
| 2002           | 2,320          |
| 2003           | 2,546          |
| 2004           | 2,706          |
| 2005           | 2,786          |
| 2006           | 2,928          |
| 2007           | 2,209          |
| 2008           | 2,219          |
| 2009           | 2,218          |
| 2010           | 2,113          |
| 2011           | 2,115          |
| 2012           | 2,316          |
| 2013           | 2,432          |
| 2014           | 2,430          |
| 2015           | 2,440          |

## 역 주변
- 도호쿠 복지 대학

## 역사
- 1984년 2월 1일 : 구니미 역과 동시에 주민 요청의 통근 통학용 역으로서 개업. 당초는 무인역.
- 1987년
  - 3월 1일 : 센다이역으로부터 역무원 파견.
  - 4월 1일 : 일본국유철도 분할 민영화에 의해, 동일본 여객철도가 승계.
- 2003년
  - 7월 10일 : 자동 개찰기 도입.
  - 7월 24일 : 자동 개찰기 도입에 의해, 역사 신축.
  - 10월 26일 : IC 카드 Suica 사용 개시.
- 2006년 12월 15일 : 사원 배치를 폐지해, 도호쿠 종합 서비스로 업무 위탁.

## 인접 역
| 센잔 선                | 센잔 선   | 센잔 선                                         |
| ---------------------- | --------- | ----------------------------------------------- |
| 기타센다이 센다이 방면 | ■ 센잔 선 | 도호쿠후쿠시마이다에 우젠치토세 · 야마가타 방면 |